# Fimbach (Gemeinde Aschbach-Markt)
Fimbach ist ein Ortsteil der Marktgemeinde Aschbach-Markt in Niederösterreich.

## Geografie
Der Weiler befindet sich nördlich von Aschbach im Tal des Zierbaches, in den hier der Phyrabach mündet und besteht aus einigen landwirtschaftlichen Anwesen. Fimbach ist ein Ortsteil der Ortschaft Oberaschbach. Durch Fimbach führt auch die Ötscherblick – Runde, ein Rundwanderweg durch die Gemeinde Aschbach-Markt.

## Geschichte
Laut Adressbuch von Österreich war im Jahr 1938 in Fimbach ein Landwirt mit Direktvertrieb ansässig. Bis zur Eingemeindung nach Aschbach-Markt war der Ort ein Teil der damaligen Gemeinde Oberaschbach.